# خشحیران
خشحیران یک روستا در ایران است که در دهستان ویلکیج شمالی واقع شده‌است. خشحیران ۱۵۲ نفر جمعیت دارد و مردمانش به زبان تالشی صحبت میکنند.